# 帕爾霍米夫卡 (沃洛達爾卡區)
49°32′55″N 30°2′31″E / 49.54861°N 30.04194°E
帕爾霍米夫卡（烏克蘭語：Пархомівка）是位於烏克蘭北部的村莊，由基辅州白采爾克瓦區的沃洛達爾卡市鎮負責管轄。該村始建於1616年，面積4.46平方公里，海拔高度181米，2001年人口810，人口密度每平方公里181.8人。